# Araçoiaba (ort)
Araçoiaba är en ort i Brasilien.   Den ligger i kommunen Araçoiaba och delstaten Pernambuco, i den östra delen av landet, 1 700 kilometer nordost om huvudstaden Brasília. Araçoiaba ligger 166 meter över havet och antalet invånare är 13 095.
Terrängen runt Araçoiaba är huvudsakligen platt. Araçoiaba ligger uppe på en höjd. Närmaste större samhälle är Carpina, 19,2 kilometer väster om Araçoiaba.
Omgivningarna runt Araçoiaba är en mosaik av jordbruksmark och naturlig växtlighet. Runt Araçoiaba är det tätbefolkat, med 511 invånare per kvadratkilometer.